# ザータリ難民キャンプ
ザータリ難民キャンプ（アラビア語: مخيم الزعتري）はヨルダン北部の都市マフラクの中心部から東に約10kmの場所に位置する難民キャンプである。

## 概要
ザータリ難民キャンプは2012年7月28日に設立された。2011年に始まったシリア内戦（アラブの春）から逃れてきたシリア難民たちが住んでいる。居住者数は、2013年4月に20万人を超えたが、2017年5月時点では約8万人前後である。
ザータリ難民キャンプの特徴は、都市化して市場が発生していることである。キャンプの中心にあるシャンゼリゼ通りでは、野菜・家電製品・衣類、更にはコーヒーやシーシャ（水タバコ）のような嗜好品やウエディングドレスまでも購入できる。
それと同時に、衛生環境の整備（水やトイレなど）、栄養不足、教育機会の不足、身体的・精神的な医療サポートの不足、売春・麻薬取引を含む犯罪率の増加といった課題が山積している。
ザータリ難民キャンプの収容可能人数が最大60,000人のため、第二の難民キャンプがザルカの東20kmのところに新設された。